# IC 1892
IC 1892 — галактика типу SB/P () у сузір'ї Ерідан.
Цей об'єкт міститься в оригінальній редакції індексного каталогу.